# Пашов, Георгий
Георги Пашов (болг. Георги Пашов; 4 марта 1990, Пловдив, Болгария) — болгарский футболист, защитник клуба «Академика Клинчени» и сборной Болгарии.

## Биография
Родился в 1990 году в городе Пловдив, но вырос в Гоце-Делчев, где жила его семья. Его отец был болгарином, а мать родом из Украины. Дед по материнской линии являлся африканцем. Имеет высшее образование, окончил Экономическую академию имени Димитра Ценова.

### Клубная карьера
На профессиональном уровне дебютировал в составе клуба второй лиги «Чавдар». Зимой 2012 года он подписал контракт с клубом высшей лиги «Славия» (София). Дебютировал в высшей лиге 5 мая 2012 года, появившись в стартовом составе на игру с «Видима-Раковски». Летом того же года Пашов был отдан в аренду на один сезон в другой клуб высшей лиги «Монтана», где сыграл 18 матчей и забил 1 гол. После окончания аренды, провёл в «Славии» ещё один сезон, но стать основным игроком команды не смог. В августе 2014 года игрок подписал полноценный контракт с «Монтаной», выступавший на тот момент во второй лиге, и по итогам сезона стал победителем турнира, после чего отыграл ещё один сезон за «Монтану» в высшей лиге. В сезоне 2016/17 вернулся в «Славию», а сезон 2017/18 провёл в клубах «Локомотив» (Пловдив) и «Этыр».
Летом 2018 года Пашов подписал контракт с клубом «Арарат-Армения», вместе с которым стал чемпионом Армении в сезоне 2018/19.

### Карьера в сборной
В основную сборную Болгарии был впервые вызван в сентябре 2019 года. 10 сентября Пашов дебютировал за национальную команду в товарищеской встрече со сборной Ирландии, отыграв весь матч.

## Достижения
«Монтана»
- Победитель Второй лиги Болгарии: 2014/15

«Арарат-Армения»
- Чемпион Армении: 2018/19